# Aaron Taylor-Johnson
Aaron Taylor-Johnson (* 13. června 1990 High Wycombe, Anglie), rodným jménem Aaron Perry Johnson, je anglický divadelní, filmový a televizní herec. S hraním začal již ve svých šesti letech, začínal ve filmech jako jsou např. Iluzionista (2006) a On je fakt boží! (2008). Později hrál ve snímcích, jako je třeba Nowhere Boy (2009), kde ztvárnil Johna Lennona, Kick-Ass (2010) a Kick-Ass 2 (2013), kde si zahrál titulní postavu, Divoši (2012) a Godzilla (2014). Ve filmech Captain America: Návrat prvního Avengera (2014) a Avengers: Age of Ultron (2015) hrál Quicksilvera.

## Životopis
Narodil se 13. června roku 1990 v High Wycombe v anglickém Buckinghamshire, jeho matka byla v domácnosti, otec pracoval jako stavební inženýr. Za jednoho ze svých idolů označil Daniela Day-Lewise.

## Kariéra
Hrát začal v šesti letech. V roce 1999 si v divadle zahrál ve hře Macbeth po boku Rufuse Sewella roli Macduffova syna. Roku 2000 hrál ve hře All My Sons od Arthura Millera. Jeho kariéra v televizních seriálech spočívala např. v roli Nikera v adaptaci od BBC s názvem Feather Boy (2004) či v roli Owena v britském seriálu E4; dále ztvárnil Aarona v minisérii Talk to Me a Owena Stephense v minisérii Nearly Famous. V roce 2003 si střihl roli Charlieho Chaplina ve filmu Rytíři ze Šanghaje. Roku 2006 se objevil ve filmu Iluzionista, kde si zahrál teenagera Eduarda, jehož v dospělosti hrál Edward Norton. Dále se objevil jako Prosper ve filmu Pán zlodějů (2006) a jako dívčí idol Robbie v teenagerském filmu On je fakt boží! (2008).
Roku 2010 si zahrál hlavní postavu Dava Lizewskiho v celovečerním filmu Kick-Ass, adaptaci komiksů Marka Millera. Stejnou postavu ztvárnil o tři roky později v pokračování Kick-Ass 2. V roce 2011 se představil ve filmu Albert Nobbs, kde převzal roli po Orlandu Bloomovi, který z filmu odstoupil, aby mohl být se svou těhotnou ženou.
Roku 2012 hrál ve snímcích Anna Karenina a Divoši, v roce 2014 hrál ve filmu Godzilla.
Jako Quicksilver se představil ve snímku Avengers: Age of Ultron (2015), čímž navázal na krátkou potitulkovou scénu filmu Captain America: Návrat prvního Avengera (2014), kde se objevil ve stejné roli.

## Osobní život
V roce 2012 se oženil s režisérkou Sam Taylor-Wood, se kterou se poznal a zasnoubil roku 2009 při natáčení filmu Nowhere Boy a která je o 23 let starší. Při svatbě si oba změnili příjmení na Taylor-Johnson. V letech 2010 a 2012 se jim narodily dcery Wylda Rae a Romy Hero.

## Filmografie

### Film
| Rok  | Název                                           | Role                         | Poznámky |
| ---- | ----------------------------------------------- | ---------------------------- | --- |
| 2002 | Tom a Tomáš                                     | Tom Sheppard / Tomáš         | |
| 2002 | Bible – Nový zákon: Apokalypsa                  | Johanan                      | |
| 2003 | Behind Closed Doors                             | Sam Goodwin                  | |
| 2003 | Rytíři ze Šanghaje                              | Charlie Chaplin              | |
| 2004 | Dead Cool                                       | George                       | |
| 2006 | Pán zlodějů                                     | Prosper                      | |
| 2006 | Iluzionista                                     | mladý Eisenheim              | |
| 2006 | Svědek                                          | Michael (15letý)             | |
| 2007 | The Magic Door                                  | Flip                         | |
| 2007 | Sherlock Holmes and the Baker Street Irregulars | Finch                        | |
| 2008 | Dummy                                           | Danny                        | |
| 2008 | On je fakt boží!                                | Robbie Jennings              | |
| 2009 | Dar                                             | Bennett Brewer               | |
| 2009 | Nowhere Boy                                     | John Lennon                  | Empire Movie Award pro nejlepšího hereckého nováčka |
| 2010 | Kick-Ass                                        | Dave Lizewski / Kick-Ass     | nominace na Teen Choice Award za průlomový herecký výkon v mužské kategorii nominace na Scream Award pro nejlepšího herce ve fantasy filmu nominace na Scream Award pro nejlepšího superhrdinu nominace na Scream Award za nejlepší průlomovou roli v mužské kategorii nominace na Orange Rising Star Award nominace na Empire Award za nejlepší herecký výkon v mužské kategorii |
| 2010 | Chatroom                                        | William                      | |
| 2011 | Albert Nobbs                                    | Joe                          | |
| 2012 | Divoši                                          | Ben                          | |
| 2012 | Anna Karenina                                   | hrabě Vronskij               | |
| 2013 | Kick-Ass 2                                      | Dave Lizewski / Kick-Ass     | |
| 2014 | Captain America: Návrat prvního Avengera        | Pietro Maximov / Quicksilver | cameo |
| 2014 | Godzilla                                        | Ford Brody                   | |
| 2015 | Avengers: Age of Ultron                         | Pietro Maximov / Quicksilver | |
| 2016 | Noční zvířata                                   | Ray Marcus                   | |
| 2017 | The Wall                                        | Isaac                        | |
| 2018 | Král psanec                                     | James Douglas                | |
| 2018 | Milion malých střípků                           | James Frey                   | |
| 2020 | Tenet                                           | Ives                         | |
| 2021 | Kingsman: První mise                            | Lee Unwin                    | |
| 2022 | Bullet Train                                    | Tangerine                    | |
| 2024 | Kaskadér                                        | Tom Ryder                    | |
| 2024 | Lovec Kraven                                    | Sergie Kravinoof / Kraven    | |
| 2024 | Nosferatu                                       | Friedrich Harding            | |
| 2025 | 28 let poté                                     | Jamie                        | |

### Televize
| Rok  | Název                                           | Role                | Poznámky             |
| ---- | ----------------------------------------------- | ------------------- | -------------------- |
| 2001 | Armadillo                                       | mladý Lorimer Black |                      |
| 2003 | Poldové                                         | Zac Clough          | díl: „162“           |
| 2004 | Family Business                                 | Paul Sullivan       | 1 díl                |
| 2004 | Feather Boy                                     | Niker               | 3 díly               |
| 2006 | Přežít!                                         | Mark                | 4 díly               |
| 2006 | Casualty                                        | Joey Byrne          | díl: „Silent Ties“   |
| 2007 | Talk to Me                                      | Aaron               | 4 díly               |
| 2007 | Coming Up                                       | Eoin                | díl: „99,100“        |
| 2007 | Nearly Famous                                   | Owen Stephens       | 6 dílů               |
| 2007 | Sherlock Holmes and the Baker Street Irregulars | Finch               | Televizní film       |
| 2014 | Griffinovi                                      | Jaidan (hlas)       | díl: „Cheap Stewie“  |
| 2021 | Hovory                                          | Mark (hlas)         | díl: „The Beginning“ |